# Tommy Emmanuel

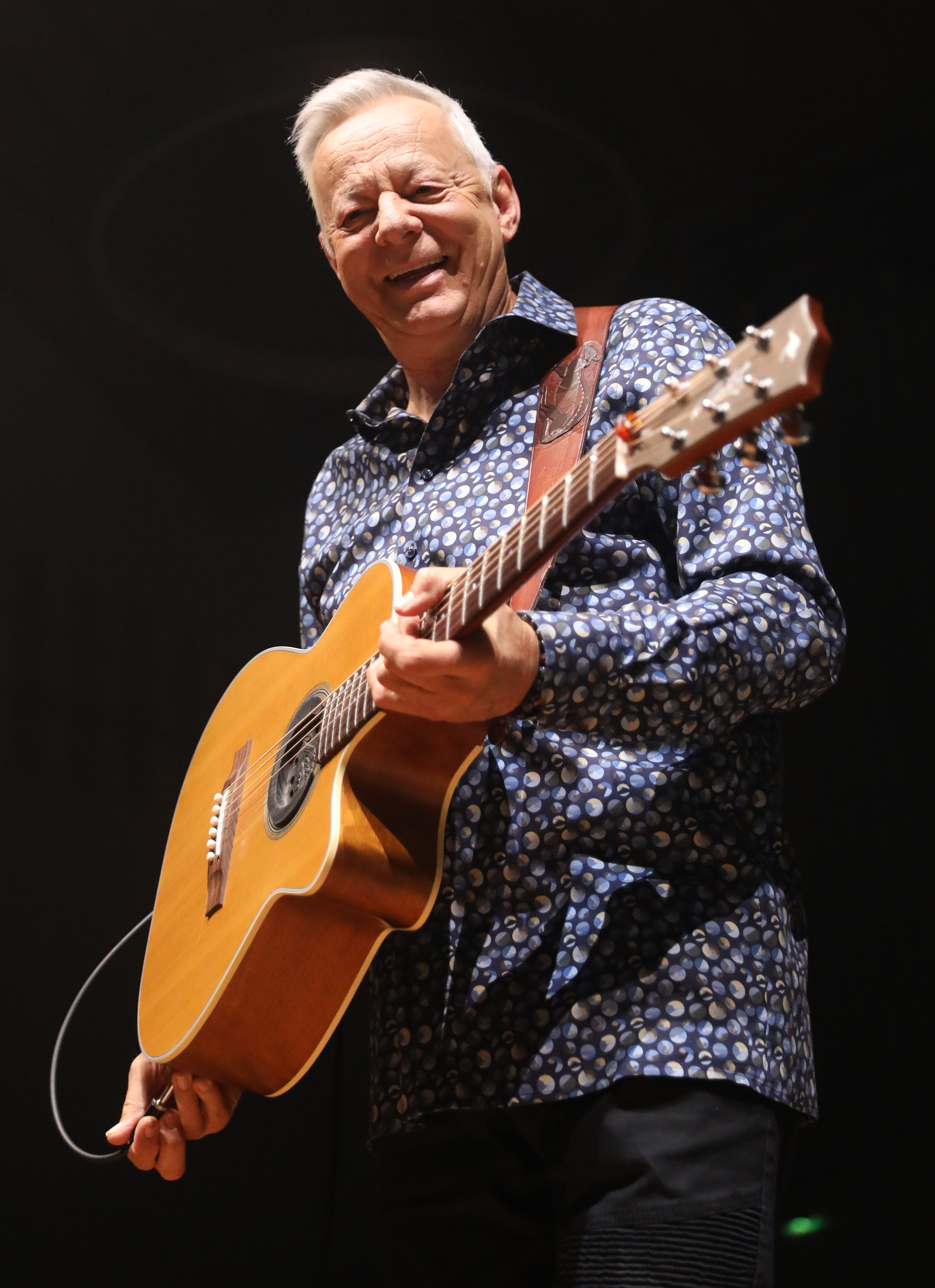
Tommy Emmanuel

Tommy Emmanuel, född 31 maj 1955 New South Wales, är en australiensisk gitarrist, känd för sin komplicerade plockstil, sina energiska scenframträdanden och för att använda gitarren för varierande, rytmiska slagverkseffekter.

## Uppväxt
Tommy Emmanuel föddes in i en musikalisk familj och redan som fyraåring fick Tommy sin första gitarr. Hans mor lärde honom att spela, men han lärde sig även på gehör, ingen annan musikalisk utbildning förekom. När han var sex spelade han redan med i familjens band som växlade namn mellan The Emmanuel Quartet, The Midget Surfaries och The Trailblazers. De andra medlemmarna i bandet var bröderna Phil på gitarr, Chris på trummor och storasyster Virginia på slidegitarr. Under flera år var bandets inkomster familjens levebröd.

## Musikalisk utveckling
Tommy Emmanuel influerades av den amerikanske gitarristen Chet Atkins och försökte ta åt sig av dennes spelstil. När hans far dog av en hjärtattack 1966 skrev Emmanuel ett brev till Atkins och blev överraskad när ett svar dök upp. Chet Atkins blev Emmanuels mentor, men det tog nästan 15 år innan de träffades personligen.
Direkt efter faderns död tog Buddy Williams, en australisk countrystjärna med familjen på turné över hela Australien. Myndigheterna stoppade dock turnerandet eftersom lagen krävde att barnen skulle gå i skola. Nu inskränkte sig bandets uppträdanden till helger men Tommy Emmanuel hann ändå med ett antal TV-framträdanden. The Trailblazers vann två talangtävlingar och fick därför spela in eget skivalbum.
Efter skolan flyttade Tommy Emanuel till Sydney där han började spela på klubbar och mot slutet av 1970-talet hoppade han in och började spela i band som till exempel Men at work och Air Supply. Med bandet Dragon fick han vara förband åt Tina Turner på hennes Break Every Rule-turné.
1980 reste Emmanuel till Nashville och fick äntligen träffa sin mentor Chet Atkins. Nu började även hans solokarriär att ta fart och han var snart känd runt om i Asien och Europa. 1999 tilldelades han titeln Certified Guitar Player, av sin mentor Atkins, som han för övrigt delar med Jerry Reed, Steve Wariner och John Knowles. Året efter uppträdde Emmanuel under avslutningsceremonin av Olympiska sommarspelen 2000 i Sydney och 2002 fick han sitt genombrott i USA. 2008 i majnumret av Guitar Player Magazine valdes han till Best Acoustic Guitarist av läsarna.

## Diskografi (i urval)
- 1979 From Out Of Nowhere
- 1987 Up From Down Under
- 1990 Dare to Be Different
- 1993 The Journey
- 1993 The Journey Continues
- 1995 Terra Firma (med brodern Phil Emmanuel)
- 1995 Classical Gas
- 1996 Midnight Drive
- 1997 The Day Finger Pickers Took Over The World (med Chet Atkins)
- 2000 Only
- 2004 Endless Road
- 2005 Live One
- 2006 Happy Hour (med Jim Nichols)
- 2008 Center Stage
- 2009 Just Between Frets (med Frank Vignola)
- 2010 Little by Little
- 2010 Tommy Emmanuel Essential 3 CD